# ميتشيل ريد كلاود جونيور
ميتشيل ريد كلاود جونيور (بالإنجليزية: Mitchell Red Cloud, Jr.)‏ هو عسكري أمريكي، ولد في 2 يوليو 1924 في Hatfield, Wisconsin ‏ في الولايات المتحدة، وتوفي في 5 نوفمبر 1950 في بيونغان الشمالية في كوريا الشمالية.